# Rue du Révérend-Père-Christian-Gilbert
La rue du Révérend-Père-Christian-Gilbert est une voie de communication située à Asnières-sur-Seine dans le département des Hauts-de-Seine, en France.

## Situation et accès

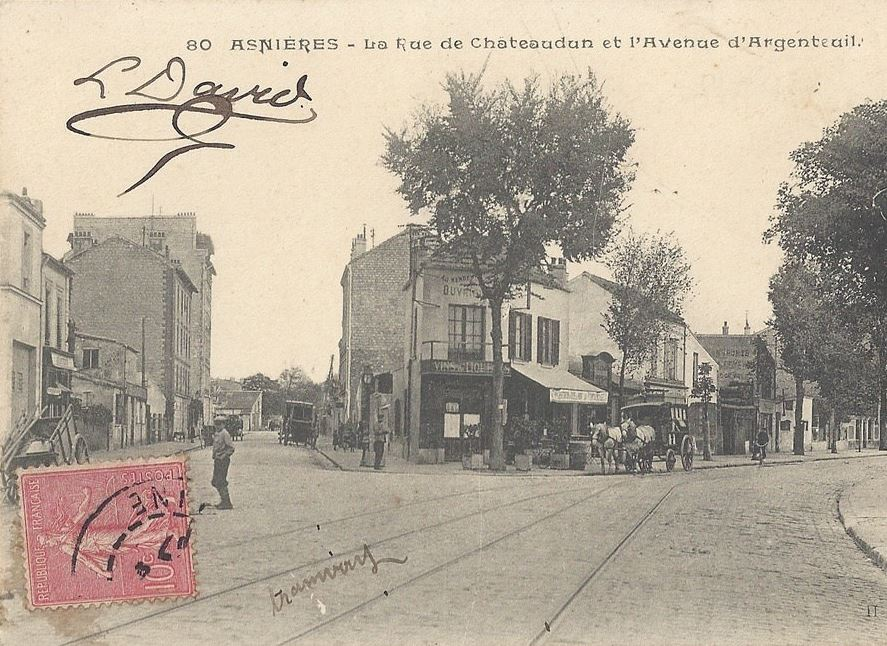
Asnières, rue de Châteaudun et avenue d'Argenteuil.

Elle croise notamment la rue de la Comète, à l'angle de la rue Buffon,.

## Origine du nom
Cette rue a été renommée en hommage au père Christian Gilbert, fusillé en 1944.

## Bâtiments remarquables et lieux de mémoire
- C'est dans cette rue que demeurait Félicien Kabuga lors de son arrestation en 2020[4].
- Au no 16, emplacement de l'ancienne usine de radiotélégraphie Kraemer[5].
- Le peintre Eugène Claude a vécu au no 90[6]. Son élève Alexandre-Louis Jacob demeurait au no 88bis.